# Новицкий, Анатолий Георгиевич
Анатолий Георгиевич Новицкий (29 мая 1932г., Минск (Беларусь) — 11 февраля 2007г.) — советский экономист, академик Академии социальных наук, доктор экономических наук, профессор,экономист РСФСР. Автор более 450 научных трудов и публикаций, среди которых особо выделяются работы, посвященные становлению и развитию бизнес-инкубаторов в России.

## Биография
Окончил с отличием Московский институт народного хозяйства им. Г. В. Плеханова, затем длительное время работал в Научно-исследовательском институте торговли и общественного питания. Там он прошел путь от младшего научного сотрудника до заведующего лабораторией Научной организации труда, став одним из ведущих специалистов по экономике и организации труда в сфере обслуживания. Здесь были подготовлены и опубликованы издательством "Экономика" его первые книги "Организация и нормирование труда на предприятиях торговли" (1966), "Пятидневка в торговле" (1967), "Квалификационный справочник для продавцов" (1961). Кроме того были изданы десятки научных статей и других публикаций в журналах "Советская торговля", "Социалистический труд", "Торговля за рубежом" и научных сборниках. 
В 1964 году после окончания аспирантуры МИНХ им. Г.В. Плеханова защитил кандидатскую диссертацию на тему "Пути повышения эффективности труда в торговле", в 1968 году решением ВАК утвержден в ученом звании старшего научного сотрудника по специальности "Экономика труда".
За период работы в институте выполнил ряд научных работ по Государственному плану НИР, которые были успешны внедрены в практику: научно-методические рекомендации по переводу работников торговли на 7-часовой рабочий день, а также ряд практических разработок по повышению эффективности труда в торговле и улучшению качества обслуживания.
В 1969 году Новицкий А.Г. был приглашен на работу во вновь созданную Центральную научно-исследовательскую лабораторию трудовых ресурсов Госкомтруда РСФСР, где проработал более 20 лет в качестве заведующего сектором, а затем отделом трудовых ресурсов обслуживания. В этот период в Институте социологических исследований АН СССР защитил диссертацию на соискание ученой степени доктора экономических наук по теме "Социально-экономические проблемы формирования и использования трудовых ресурсов сферы обслуживания населения" по специальности прикладной социологии (1979), в 1982 присвоено ученое звание профессора. 
С 1970-го по 1990 год Новицкий А. Г. возглавлял отдел трудовых ресурсов отраслей сферы обслуживания населения Минтруда Р. Ф.
В «перестроечную эпоху» Анатолий Георгиевич проявил свой яркий талант, работая директором Программы развития предпринимательства и малого бизнеса в России в странах СНГ Международного центра развития малых предприятий.
В этот период Новицкого А. Г. руководство ГАСБУ приглашает возглавить кафедру «Экономика и организация предпринимательской деятельности» в связи с потребностями перестраивающейся отечественной экономики в кадрах новой квалификации.
Круг научных интересов профессора А.Г. Новицкого не ограничивался только отраслевой тематикой сферы услуг, которая по уровню занятости превратилась в доминирующий сектор национальной экономики, им внесен значительный научный вклад в изучение источников формирования трудовых ресурсов за счет использования труда различных социально-демографических групп населения, в том числе трудоспособных пенсионеров по возрасту и инвалидов, учащейся молодежи, военнослужащих, ушедших в запас, и других контингентов. В этот период вышли монографии "Проблемы неполного рабочего времени и занятость населения" (изд. "Советская Россия", 1975), "Занятость пенсионеров: социально-демографический аспект" (изд. "Финансы и статистика", 1981), Занятость в сфере обслуживания населения" (изд. "Мысль", 1987), справочник "Население и трудовые ресурсы" (изд. "Мысль", 1990) и ряд других научных публикаций, получивших признание научной общественности и практиков.
В 1986 и 1987 гг. А.Г. Новицкий был направлен в Демократическую республику Вьетнам в качестве руководителя группы профессорско-преподавательского состава для чтения курса лекций в Академии народного хозяйства ДРВ (г. Хошимин). Награжден правительством Демократической республики Вьетнам медалью "Дружба народов".
За внедрение научных исследований в практику Указом Президиума Верховного Совета СССР от 12 июня 1989 награжден орденом "Знак почета".
В 1987 г. за заслуги в экономической работе и многолетний добросовестный труд А.Г. Новицкому присвоено почетное звание "Заслуженный экономист РСФСР" (Указ Президиума Верховного Совета РСФСР от 11 июня 1987).
Кроме того награжден тремя правительственными медалями и почетным знаком Всесоюзного совета ветеранов войны и труда (№1484) - за разработку научно-методических и практических рекомендаций по трудоустройству военно-служащих, ушедших в запас, а также ветеранов войны и труда.
Формирование взглядов Новицкого А. Г. как учёного можно условно разделить на два этапа: советский период (время работы в Минтруда РФ) и период становления рыночной экономики в России.
Первый период знаменуется серьезными разработками, имеющими важное практическое значение для отраслей народного хозяйства СССР в области научной организации труда: «Нормирование и организация труда в розничной торговле», «НОТ в торговле», «Неполное рабочее время и занятость населения», «Квалификационный справочник по торговле» и многое другое.
В общей сложности профессор Новицкий А. Г. является автором более 450 научных трудов и публикаций (около 600 п.л.). Среди которых особо выделяются работы, связанные со вторым периодом научной деятельности, посвященные новому направлению в экономике — становлению и развитию бизнес-инкубаторов.
В начале 1990-х годов генерирование идей в этой области являлось весьма важным шагом для решения задач поддержки малых, вновь созданных предприятий и начинающих предпринимателей, которые хотят, но не имеют возможности начать своё дело. Таким образом, в последние годы своей жизни, Новицкий А. Г. обратился к научной проработке вопросов, связанных с развитием и государственной поддержкой малого бизнеса. По данной тематике, под руководством Новицкого А. Г. защищено более 50 кандидатских и докторских диссертаций.
С 1990 по 1993 гг. А.Г. Новицкий работал в Международном центре по развитию малых предприятий в качестве заведующего отделом развития предпринимательской деятельности в России и странах СНГ. Среди научных разработок, выполненных по заказу Верховного Совета СССР и внедренных в практику, следует отметить научно-методические и практические рекомендации "Малые предприятия" ( в пяти томах общим объемом 52 п.л.), направленных в регионы России и страны СНГ, а также исследование (совместно с МГУ) "Бизнес-инкубаторы по подготовке предпринимателей" (технико-экономическое обоснование, нормативно-учредительные документы, требования по экспертизе проектов, научно-практические рекомендации и др.). На базе проведенного исследования были открыты бизнес-инкубаторы в Новгороде и Москве (при научном парке МГУ).
За период работы в Государственной Академии  социального быта и услуг  А.Г. Новицким были подготовлены курсы учебных дисциплин "Экономика и организация предпринимательской деятельности", "Социальная защита занятых предпринимательской деятельностью", "Эффективность труда в предпринимательских структурах", "Формы и виды государственной поддержки предпринимательской деятельности", "Малое предпринимательство в сфере сервиса" и др. Два раза в год под руководством А.Г. Новицкого на кафедре издавались сборники научных трудов и выступлений по материалам постоянно действующего научно-практического семинара "Проблемы экономики и организации предпринимательской деятельности". Вышли в свет книги (в соавторстве) "Проблемы малого предпринимательства в сфере бытовых услуг: социально-экономический аспект" (1994), "Эффективность труда и качества обслуживания в сфере бытовых услуг" (1994), "Предпринимательство и налоговая система в России" (1996).
В 1994 году профессор А.Г. Новицкий избран действительным членом Академии социальных наук (решение от 6 января 1994), являлся членом докторского совета Института политических и социальных исследований РАН и кандидатского совета ГАСБУ, возглавил Центр по разработке и проектированию бизнес-инкубаторов по подготовке предпринимателей и развитию дистанционного обучения при ГАСБУ.
Совместно с Центром информационных и социальных технологий при Правительстве РФ под руководством и при участии А.Г. Новицкого разработаны и внедрены "Методические и практические рекомендации по разработке и реализации региональных программ развития и поддержки малого предпринимательства (Раздел "Бизнес-инкубаторы для подготовки предпринимателей" (1994).
Новицкий А. Г. известный экономист, доктор экономических наук, заслуженный экономист РСФСР, Награждён медалями «За трудовую доблесть», «За дружбу народов», орденом «Знак Почёта», медалью «Ветеран труда».
Жена — журналист, главный редактор международного журнала "Демократический журналист" (русское издание)  Яковлева М.Я. Имеет дочь и внучку.
Похоронен на Даниловском кладбище.